# ノチェーラ・スペリオーレ
ノチェーラ・スペリオーレ（伊: Nocera Superiore）は、イタリア共和国カンパニア州サレルノ県にある、人口約24,000人の基礎自治体（コムーネ）。

## 地理

### 位置・広がり

#### 隣接コムーネ
隣接するコムーネは以下の通り。
- カーヴァ・デ・ティッレーニ
- ノチェーラ・インフェリオーレ
- ロッカピエモンテ
- トラモンティ

## 行政

### 分離集落
ノチェーラ・スペリオーレには、以下の分離集落（フラツィオーネ）がある。
- Camerelle, Casa Milite, Citola, Croce Malloni, Materdomini, Pareti, Pecorari, Pizzone, Porta Romana, Pucciano, San Clemente, San Pietro, Starza, Taverne, Uscioli